# Slaget vid Stångebro

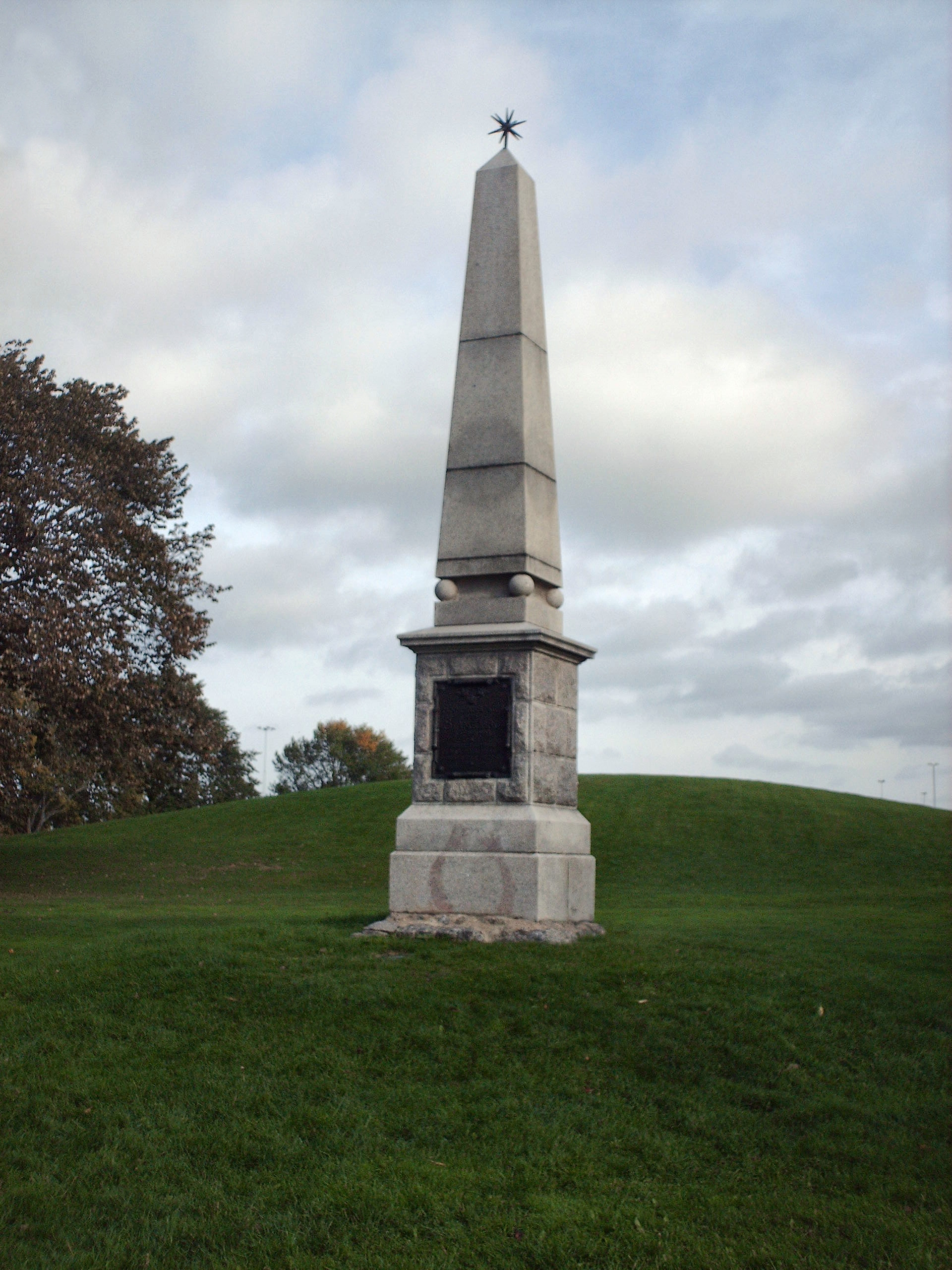
Stångebromonumentet, uppfört 1898.

Slaget vid Stångebro utkämpades kring broarna Lilla och Stora Stångebro strax öster om Linköping den 25 september 1598 mellan hertig Karl (sedermera Karl IX), och Sigismund, kung av Sverige och Polen. Hertig Karl segrade och kunde därmed i praktiken avgöra kriget mot Sigismund.

## Beskrivning

### Bakgrund
Slaget är känt för att vara den senaste inbördesstriden och religionsstriden på svensk mark. På ena sidan stod de svenska protestanterna, under ledning av hertig Karl, och på den andra sidan stod de svenska katolikerna, anförda av den svenske kungen Sigismund, även om de senast nämnda styrkorna hade stora inslag av utländska soldater. Kung Sigismund var dessutom hertig Karls brorson, och det fanns medlemmar ur samma familj på båda sidorna. 
Kriget mot Sigismund, konflikten mellan Sigismund och hertig Karl hade pågått i några månader. Nyligen hade Sigismund segrat i slaget vid Stegeborg, men avstått från att göra det mesta av segern, och därefter förflyttat sig med sina soldater till Stångån vid Linköping. Hertig Karls stridstörstiga armé följde efter och båda sidorna förstod att striden var nära. 
Karl marscherade upp på östra sidan om Stångån. Sigismund beordrade sina trupper att korsa ån och ställa upp mellan ån och Karls trupper. En tjock dimma steg upp från ån och försvårade båda härarnas sikt. Sigismunds soldater spelade överlägsna och ropade ”Karl buskekrypare” till hertigen.

### Slagets förlopp
Efter en lång väntan, då båda härarna avvaktat i slagordning, stod inte Sigismunds armé ut längre. Vakter placerades vid åns två broar, Lilla och Stora Stångebro, och kanoner ställdes upp på den östra sidan. Den övriga styrkan gick in i Linköping. 
En del historiker tror att Karl studerat fiendens rörelseschema och att han tagit hjälp av Linköpings borgmästare. Samtidigt som soldaterna tågade in staden, ringde storklockan i domkyrkan som en signal till svenskarna. Svenskarna gick till anfall och det visade sig snart att hertig Karl visste mycket om Sigismunds mäns förflyttningar. 
Efter att hertig Karl lämnat ett falskt förhandlingsförslag med innebörden av en oönskad strid, drog sig Sigismunds styrkor tillbaka mot lägret vid andra sidan ån. Då fick två av hertigens officerare, Anders Lennartsson och Samuel Nilsson, order om att gå med en styrka mot Stora Stångebro för att attackera den återtågande armén i ryggen. En annan styrka, under ledning av Hans von Masenback och Anders Nilsson, gick mot Lilla Stångebro. Sigismunds brovakter hann slå larm om anfallet innan de röjdes ur vägen. Samtidigt löstes dimman upp och sikten blev klar.
Den polska ledningen sände Arvid Drake med Smålands ryttare mot Stora Stångebro och Västgöta ryttare samt fotfolket mot Lilla Stångebro. Sigismunds soldater inleder striden dåligt, varvid Arvid Knutsson Drake med de småländska ryttarna trycktes tillbaka med stora förluster som följd. Hertig Karls män erövrade deras artilleri och förde det till en höjd vid Stora Stångebro. 
Johan Gyllenstierna, en av Sigismunds anhängare, och den som förde adelsfanan, ville trots den svåra situationen göra ett anfall till mot Stora Stångebro. Han stoppades dock av Lindorm Ribbing som sade att adelsfanan endast skulle skydda Sigismund. Gyllenstierna förstod budskapet och avvaktade. Därmed hade Karl vunnit striden om Stora Stångebro.
Vid Lilla Stångebro rasade striderna fortfarande. Där hade Sigismunds män tagit sig över ån och sökt en bra position på en höjd på den östra sidan. Bakom en gärdsgård stod deras kanoner. Uppställningen visade sig vara lyckad. De attackerande anhängarna till hertig Karl tvingades snart retirera till en närliggande höjd, och en blodig strid uppstod när Sigismunds soldater följde efter. 
Anders Lennartsson och hans soldater, som segrat vid Stora Stångebro och kommit till undsättning, gick genast till anfall mot Sigismunds fotfolk. Eftersom Sigismunds fotfolk inte fick någon ryttarhjälp kunde Lennartssons krigare bryta in i deras led och massakrera. De utlämnade fotsoldaterna började fly mot bron där det uppstod panik, samtidigt övertog hertig Karl Sigismunds artilleri vid Lilla Stångebro. Hertig Karl fick därmed total kontroll över slaget och Sigismunds trupper tvingades fly.
En känsla av de religiösa motsatserna mellan de kämpande härarna får man av Carl Gyllenhielms berättelse. "Därhos befanns ock", skriver han, "hos mestedelen ungerske hejdukar och tyska soldater, som på platsen blevo slagne, allahanda deras helgons ben och besvärjelser samt missbruk av Guds ord utur den Helige skrift till att döda och dämpa skott och svärdsegg. Men det halp dem intet, ty många, många vordo funne liggandes på marken döda, som hade sådant hos sig."

### Efter slaget
När Karl insåg att han segrat kastade han sig ner på marken och tackade Gud, och samtidigt kom ett sändebud från Sigismund för att be om vapenstillestånd. Karl gav order om eldupphör och förhandlingar inleddes mellan parterna. Hertigens första krav var att de landsflyktiga rådsherrarna Erik Sparre, Ture Bielke, Gustav och Sten Banér samt Göran Posse skulle utlämnas till honom. Vid tanken på det öde som förestod dem bönföll de Sigismund att rädda dem. Men försöken att komma ifrån hertigens krav var fåfänga. "Vill konungen icke godvilligt utlämna dem", ska han ha sagt, "så finnas här de män" – han pekade på en hop beväpnade bönder – "som nog skola hämta  fäderneslandets fiender och förrädare ur konungens hop."
Förlikningen mellan Sigismund och Karl innehöll vidare att Sigismund skulle regera efter sin försäkran, dra tillbaka den polska hären från Sverige och sammankalla en riksdag. Efter det stränga fördraget träffades kungen och hertigen för en middag på Linköpings slott. Men några dagar därefter överraskades svenskarna av budskapet att kungen avseglat till Polen.
Följderna av slaget vid Stångebro blev att hertig Karl efter Sigismunds flykt fick bättre kontroll när det gällde kampen för att avsätta kungen och själv ta makten. Slaget var alltså en avgörande punkt i kriget mot Sigismund. På en riksdag 1599 blev Sigismund avsatt. Han återsåg aldrig sitt fädernerike. I Polen förde han en svag regering till sin död 1632.
Några Sigismundvänliga adelsmän togs också till fånga och avrättades senare under Linköpings blodbad 1600.